# Konica

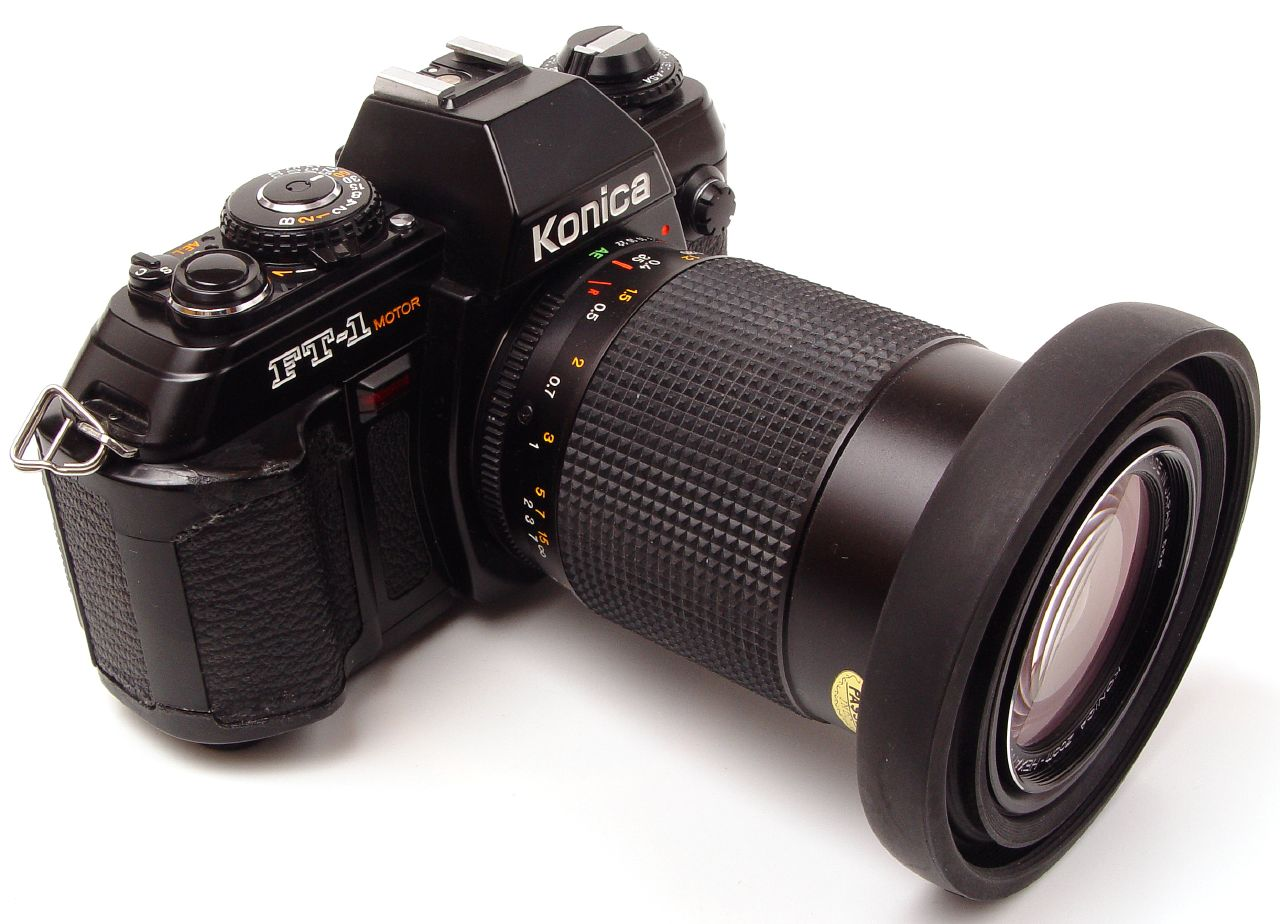
Konica FT-1 (1983)

Konica (コニカ) è stato un produttore giapponese di macchine fotografiche, pellicole e accessori, e inoltre minilab, fotocopiatrici, macchine fax e stampanti laser fondato nel 1873 a Tokyo. Nel 2003 Konica si è fusa con Minolta. Nel 2006 la divisione fotografica di Konica Minolta è stata ceduta a Sony.

## Storia
Nel 1873 Sugiura Rokusaburō, figlio di Sugiura Rokuemon V, subentra al padre nella gestione di una farmacia a Kojimaki, località vicina a Tokyo, e inizia a vendere anche articoli fotografici importati dall'Europa. Successivamente l'attività si trasferisce a Nihonbashi, presso Tokyo, con il nome "Honten Konishi Rokuemon", trasformato poi in "Konishi Honten".
Nel 1880 inizia la vendita di fotocamere realizzate da artigiani locali. Nel 1903 inizia la produzione diretta di fotocamere, con il modello Cherry, box in legno. Nello stesso anno appare anche la Sakura, carta per stampe fotografiche.
Nel 1921 la "Konishi Honten" diviene "G.H. Konishiroku Honten", nel 1936 cambia ancora nome e diventa "Konishiroku Honten Company", mentre entrano in produzione pellicole con il marchio Sakura e apparecchi per la cinematografia. Viene anche progettata la Rubikon, fotocamera per il formato 35 mm, ma gli eventi legati alla seconda guerra mondiale fanno accantonare il progetto. Nel 1943 la ragione sociale diventa "Konishiroku Shashin Kōgyō K.K." e la sede si sposta a Yodobashi, sempre nei pressi di Tokyo.
Dopo la parentesi bellica riprende la produzione e, nel 1947, viene presentata una fotocamera 35 mm a telemetro, chiamata Konica, frutto del vecchio progetto Rubikon. Nel 1956 viene aperta una filiale negli Stati Uniti, con il nome di "Koniphoto Corporation". Nel 1963 l'azienda si trasferisce ad Hachiōji, sobborgo di Tokyo. Nel 1965 esce la Konica Auto-Reflex, SRL con esposizione automatica. Nel 1968 esce la compatta con telemetro Konica C35.
Nel 1971 la Konishiroku comincia a produrre anche fotocopiatrici. Nel 1975 continua la produzione di fotocamere compatte, con la Konica C35EF. Nel 1983 un'azienda controllata, la "Taisei Kōki", prende il nome di "K.K. Konica Denshi". Nello stesso anno esce la fotocamere compatte autofocus Konica AF3. Nel 1985, nella nuova fabbrica di Kōbe, viene avviata la produzione di componenti per PC. Nel 1987 la ragione sociale diventa "Konica Corporation". Nello stesso anno viene realizzata la Konica SR-V3200 che, con 3200 ASA, è la pellicola più sensibile mai prodotta. Nel 1997 inizia la produzione di fotocamere digitali.
Il 5 agosto 2003 avviene la fusione con Minolta per formare Konica Minolta. Nel marzo 2006 la nuova compagnia ha chiuso il settore fotografico, che produceva fotocamere, pellicole a colori, carta fotografica a colori, minilab digitali e prodotti chimici per uso fotografico. La divisione relativa alle fotocamere SLR digitali è stata ceduta a Sony.

## Fotocamere

### Non Reflex (telemetro e/o mirino)
- Rubikon (1936?) Prototipo.
- Konica "I" (1946)
- Snappy (1949) formato 14x14 con ottica intercambiabile
- Konica II (1950)
- Konica IIB (1955)
- Konica IIB-m (1956)
- Konica IIA (1956)
- Konica III (1956)
- Konica IIIA (1958)
- Konica IIIM (1959)
- Konilette 35 (1959)
- Konica S (1959)
- Konica L (1960)
- Konica S II (1961)
- Konica S III (1963)
- Konica EE-Matic (1963) Chiamata anche Wards xp500/500a.
- Konica Auto S (1963) Chiamata anche Wards am450/am550 e Revue Auto S.
- Konica EYE (1964) Chiamata anche Wards EYE.
- Konica Auto S2 (1965) Chiamata anche Wards am551.
- Konica EE-Matic S (1965) Chiamata anche Wards xp400.
- Konica EE-Matic 260 (196?) Chiamata anche Wards cp301, Wards 260.
- Konica EE-Matic Deluxe (1965) Chiamata anche Wards xp501.
- Konica EE-Matic Deluxe "New" (1965) Chiamata anche Wards xp501a.
- Konica Auto SE (1966) Chiamata anche Wards ep504 e Revue Auto SE.
- Konica Auto S1.6 (1967)
- Konica EE-Matic Deluxe 2 (1967) Chiamata anche Wards rf450.
- Konica Auto S 261 (1967) Chiamata anche Wards cp302, Wards 261.

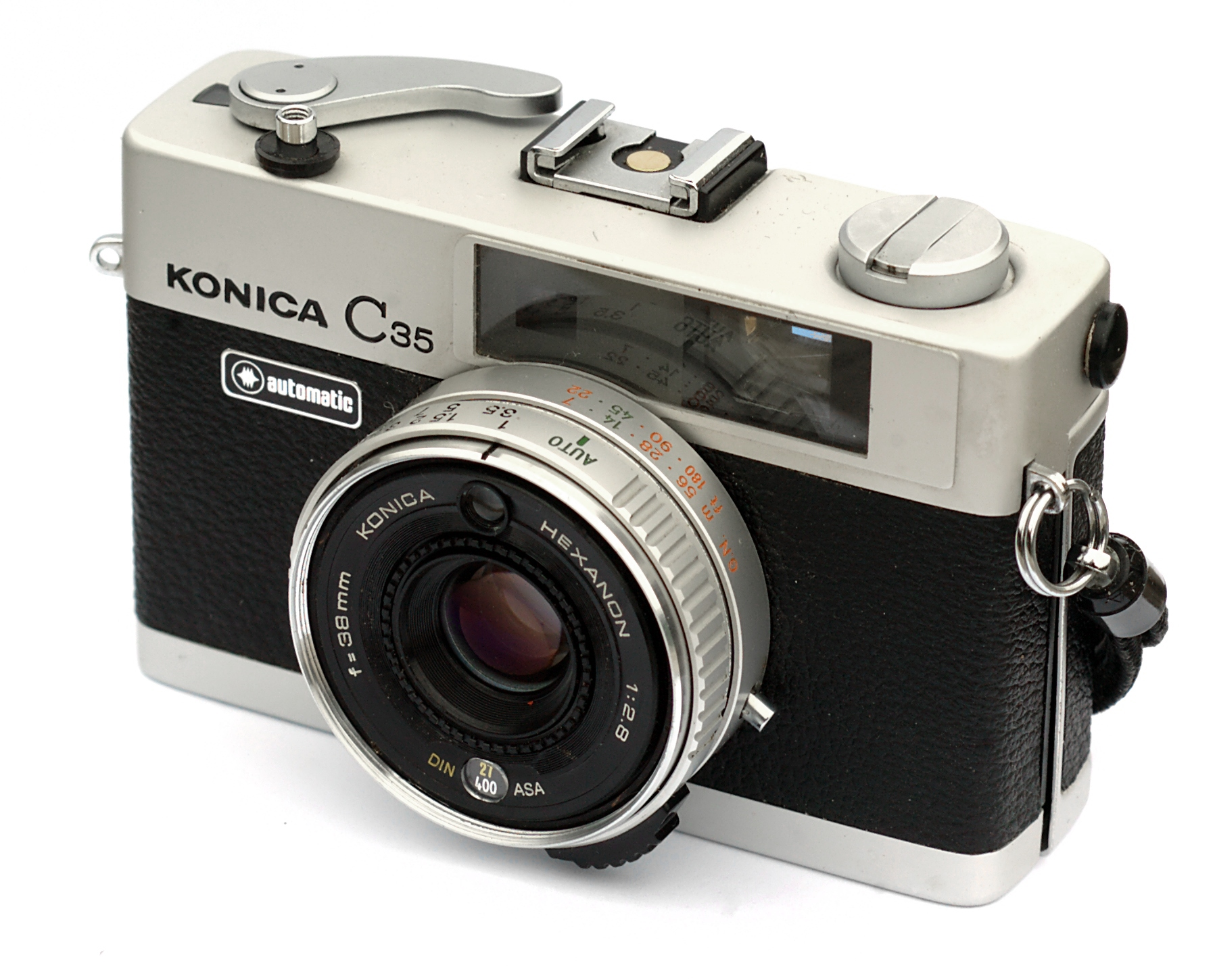
La compatta con telemetro Konica C35

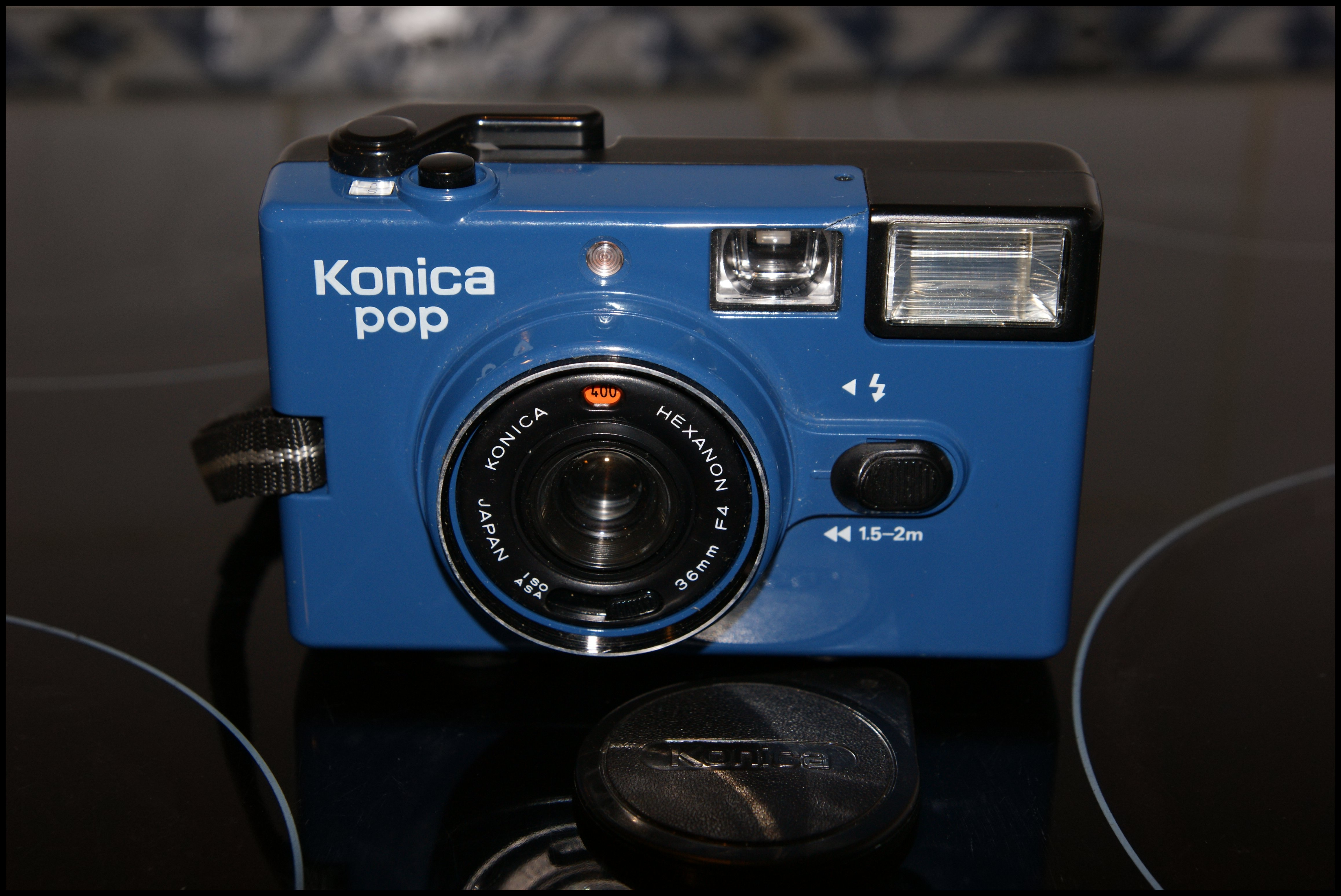
Konica pop

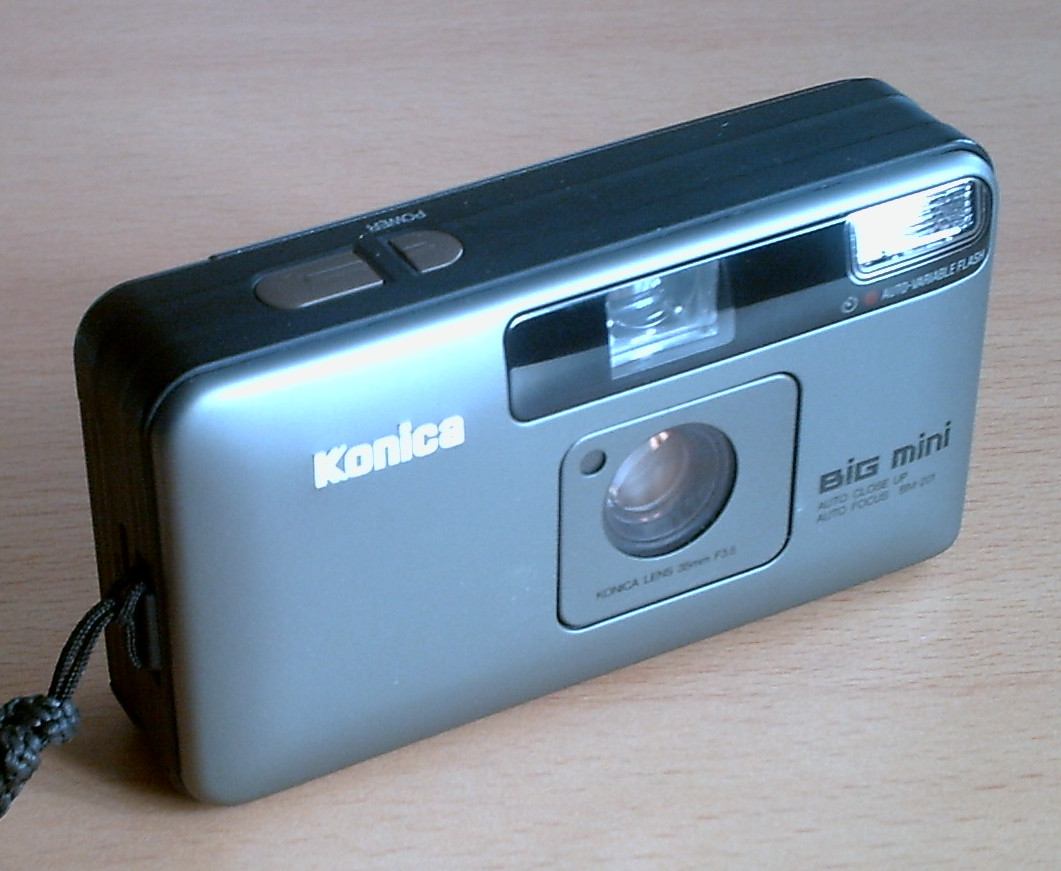
Konica Big Mini

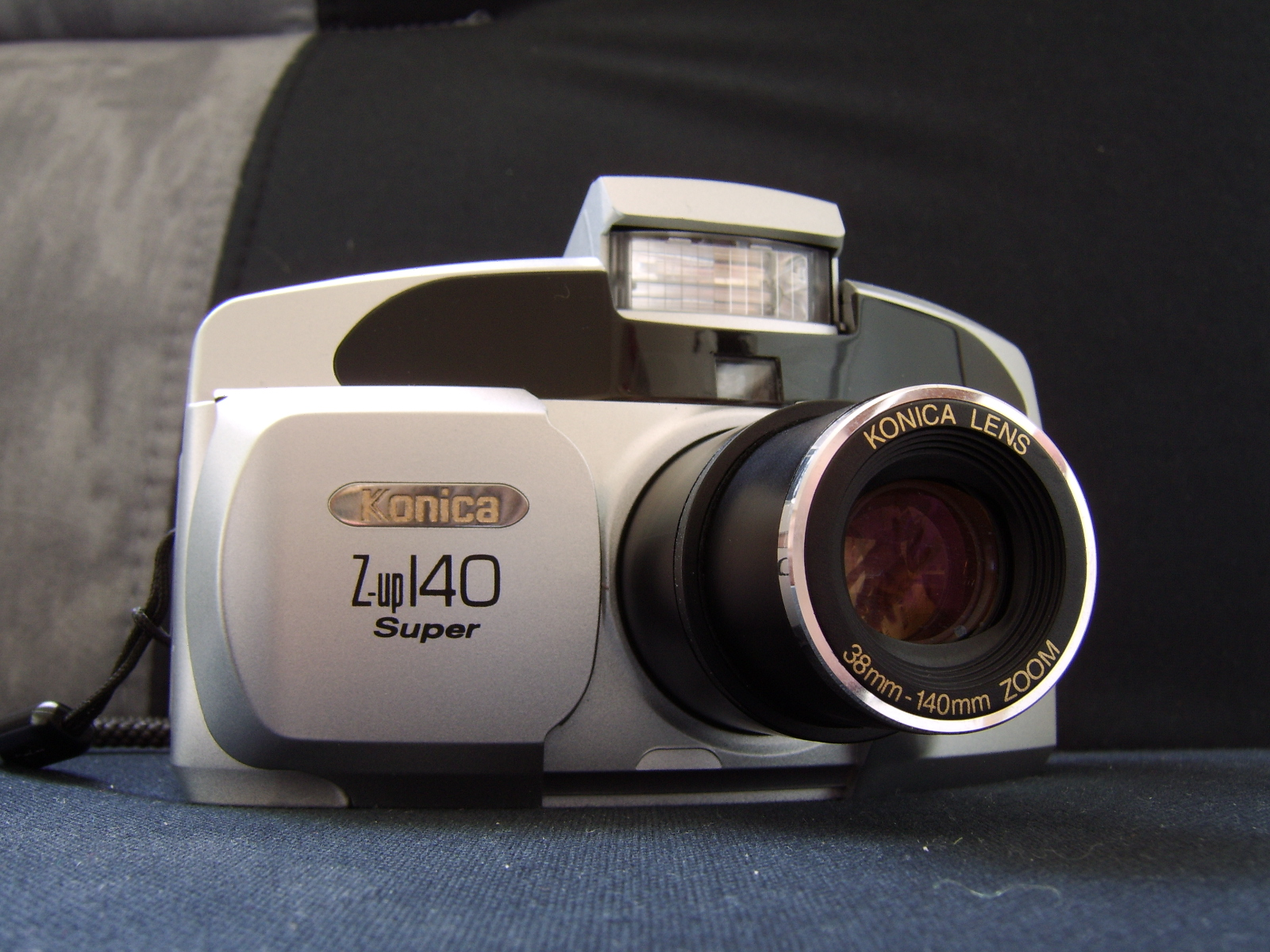
Konica Z-Up 140 Super

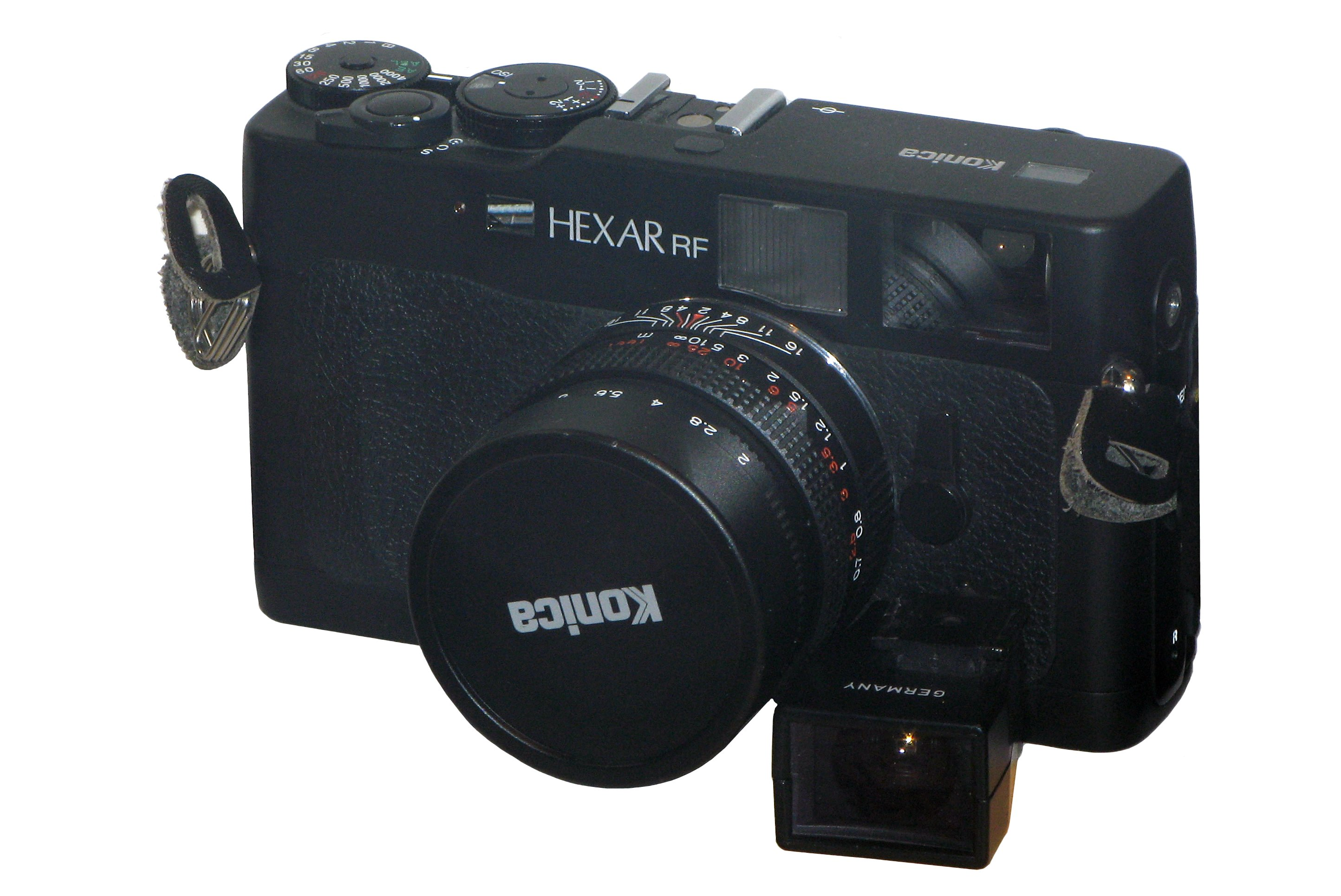
Konica Hexar RF

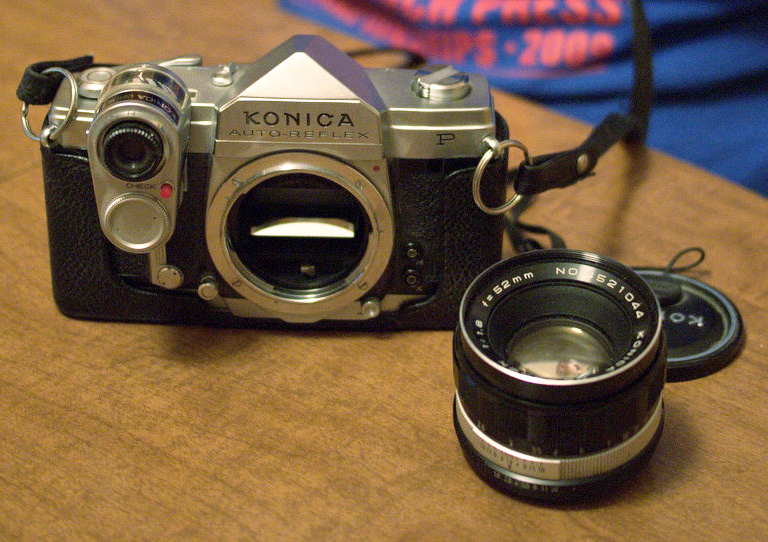
Konica Autoreflex P

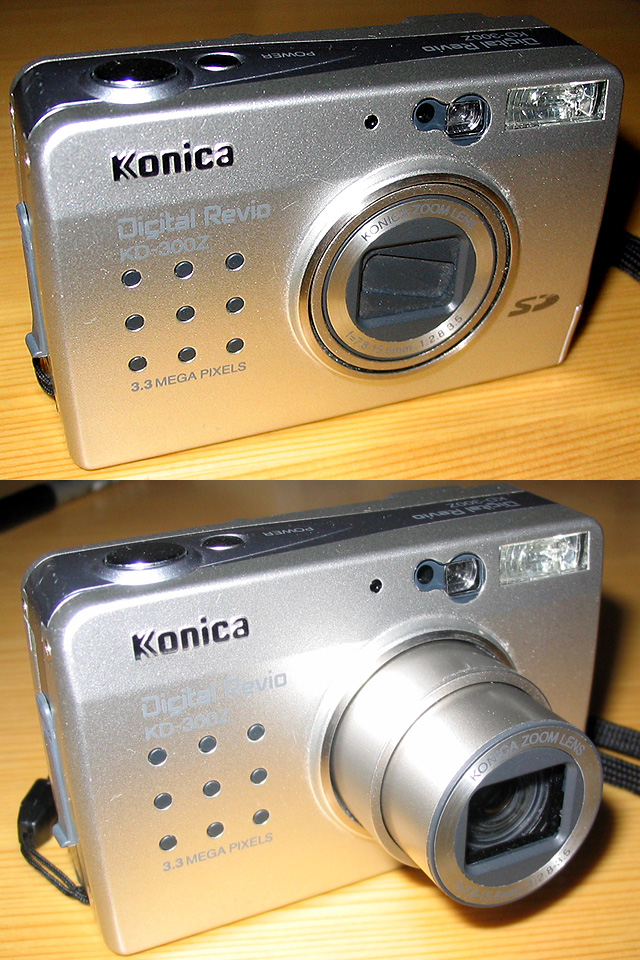
Konica Digital Revio KD-300Z

- Konica C35 (versione cromata) (1968)
- Konica Electron (1969)
- Konica C35 (versione nera) (1969)
- Konica C35 Flashmatic (Japan) (1971), "C35 Automatic" (export).
- Konica C35 E&L (Japan) (1971), "C35 V" (export)
- Konica Auto S3 (export) (1975), "C35 FD" in Giappone.
- Konica C35 EF (1976), (flash incorporato).
- Konica C35 AF (1977), (prima autofocus al mondo).
- Konica C35 EF "New"
- Konica C35 EFP (1977)
- Konica C35 EF3 (1981)
- Konica C35 AF2 (198?)
- Konica C35 EFJ (Japan) (1982), "Konica POP" (export)
- Konica C35 MF (1982), (autofocus).
- Konica C35 AF3 (1983), (autofocus).
- Konica MG (1983)
- Konica EFP2 (1984)
- Konica MR70 (1985)
- Konica AA-35/Recorder (1985)
- Konica MT-7, MT-9, MT-ll (1986), "Multi" 7, 8 & 9 in Giappone.
- Konica EFP3
- Konica MR70 LX
- Konica Off Road/Genba Kantoku/MS-40
- Konica Z-Up 70 & Z-Up 70 VP
- Konica Z-Up 80 & Z-Up 80 RC
- Konica Tomato
- Konica Kanpai
- Konica Big Mini
- Konica Z-Up 28W
- Konica MT-100
- Konica Jump Auto
- Konica Aiborg
- Konica Big Mini Neo
- Konica Off Road 28WB
- Konica Big Mini Nou 135
- Konica Big Mini BM S-100
- Konica Big Mini F
- Konica Z-Up 60
- Konica Z-Up 90
- Konica Z-Up 110
- Konica Z-Up 120
- Konica Z-Up 130
- Konica Z-Up 135
- Konica Z-Up 140
- Konica Z-Up 150
- Konica Hexar (1991), (autofocus).
- Konica Hexar RF (2001)

### Reflex (Con attacco Konica F)
- Konica F (1960)
- Konica FS (1962)
- Konica FSW (1962)
- Konica FP (1963)
- Konica FM (1965)

### Reflex con ottica fissa
- Konica Domirex (1963, prototipo)

### Reflex (Con attacco Konica AR)
- Konica Auto-Reflex (1965–1968) (Conosciuta come Autorex in Giappone).
- Konica Auto-Reflex P (1966–1968) (Conosciuta come Autorex P in Giappone).
- Konica Autoreflex T (1968–1970)
- Konica Autoreflex A (1968–1971)
- Konica Autoreflex T2 (1970–1973)
- Konica Autoreflex A2 (1971–1972)
- Konica Autoreflex A1000 (1972–1973)
- Konica Autoreflex T3 (1973–1975)
- Konica Autoreflex A3 (1973-?)
- Konica Autoreflex T3N (1975–1978)
- Konica Autoreflex TC (1976–1982)
- Konica Autoreflex T4 (1978–1979)
- Konica FS-1 (1979–1983) (Caricamento/avanzamento pellicola motorizzato).
- Konica FC-1 (1980–1983)
- Konica FP-1 (1981–1983)
- Konica FT-1 (1983–1987)
- Konica TC-X (1985–1987) (Costruita da Cosina).

### Fotocamere digitali
- Konica Revio C2 (2002)
- Konica Digital Revio KD-200Z / KD-300Z / KD-400Z / KD-500Z
- Konica Digital Revio KD-310Z / KD-410Z / KD-510Z
- Konica Digital Revio KD-220Z / KD-420Z
- Konica Digital Revio KD-3300